# Valentine Namio Sengebau
Valentine Namio Sengebau (Peleliu, 7 luglio 1939 – Saipan, 26 ottobre 2000) è stato un poeta palauano.
Vissuto sull'isola di Saipan nelle Isole Marianne, gli venne intitolato un concorso di poesia.

## Opere
Realizzò una raccolta di poesie dal titolo Microchild.